# Quản thừa

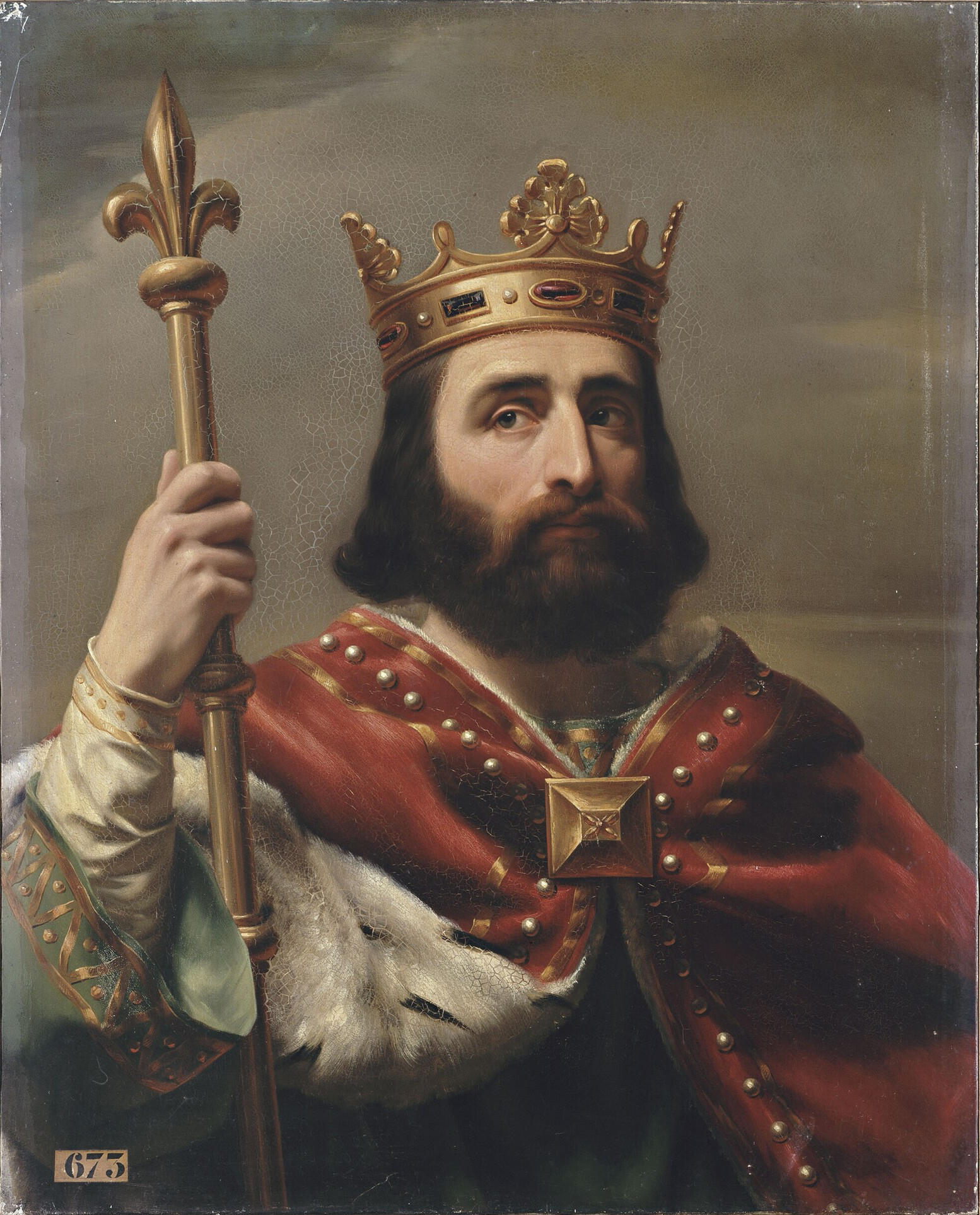
Pepin lùn, vị Quản thừa đã lên ngôi vua

Quản thừa hay Cung tướng (tên gốc: Maire de palais, hay Major dormus, tiếng Anh: Major of Palace) là tên của một chức danh trong bộ máy triều đình phong kiến ở châu Âu thời kỳ Trung Cổ, đây là một chức danh thực hiện nhiệm vụ cai quản hành chính của một cung điện (có Hoàng gia ngự trị) chức danh này có thể tương đương với Tể tướng hay Thủ tướng ngày nay. Chức danh này có vị trí, vai trò đáng chú ý nhất trong các vương quốc của người Frank trong khoảng thế kỷ thứ 7 và thứ 8. Trong thời gian này, người giữ chức Quản thừa là người thật sự có thực quyền chi phối đến cả hoàng gia và vị vua, có thể nói là có quyền lực đằng sau ngai vàng (quyền nhiếp chính). Đặc biệt là ở Austrasia lúc này là phần đông bắc của Vương quốc Frank dưới các triều đại Meroving.

## Vị trí, vai trò
Người giữ chức danh này tổ chức và nắm giữ quyền lực thực sự để đưa ra quyết định ảnh hưởng cả quốc gia. Khi ở giữa đến gần cuối thời kỳ Meroving, các vị vua tôn nghiêm đã giảm thực quyền tới mức chỉ còn nhiệm vụ trị vì mang tính tượng trưng và thực hiện các nghi lễ, quyền lực thực sự của họ ít hơn so với các vị vua theo đúng nghĩa thậm chí không muốn nói là bù nhìn. Điều này cũng tương tự giống như chức danh Peshwa ở Ba Tư, Tướng Quân Mạc Phủ ở Nhật Bản, Chúa (chúa Trịnh, chúa Nguyễn) ở Việt Nam thời triều nhà Lê và thủ tướng dưới một chế độ quân chủ lập hiến, khi mà vị vua chỉ mang tính tượng trưng và nghi lễ.
Quản thừa đã trở thành hình thức thừa kế kiểu cha truyền con nối trong gia tộc Pippinids với những nhân vật đầy mạnh mẽ và quuyền lực như Charles Martel, người tự xưng là Công tước của xứ Franks, thậm chí trong bốn năm cuối cùng của triều đại của ông ta thậm chí không bận tâm với sự góp mặt của nhà vua. Sau khi Austrasia và Neustria đã hợp nhất thành một vương quốc thì Pépin Lùn, thuộc gia tộc Caroling, từ một viên Quản thừa đã lên ngôi hoàng đế vào năm 751. Con trai ông, hoàng đế Charlemagne trở thành một trong những nhân vật nổi bật nhất trong lịch sử châu Âu.

## Một số nhân vật tiêu biểu
- Parthemius (đến năm 548)
- Gogo (567–581) dưới thời Childebert II
- Wandalenus (từ năm 581) dưới thời Childebert II
- Gundulf (đến năm 600), dưới trướng Theudebert II
- Landric (đến 612), probably also in Neustria
- Warnachar (612–617), cũng ở Burgundy
- Hugh (hay còn gọi là Cu-cút) (617–623)
- Pippin Già (623–629), dưới trướng Dagobert I
- Adalgisel (633–639)
- Pepin Trẻ (639–640), làm lại chức này
- Otto (640–642 hoặc 643)
- Grimoald I 642 hoặc 643–656), chết năm 662
- Wulfoald (656–680), đồng nhiệm ở Neustria (673–675)
- Pepin Giữa (680–714), nhận danh hiệu Công tướng và Hoàng tử xứ Franks (
- Theudoald (714–715)
- Charles Martel (715–741) đồng nhiệm ở Neustria (718–741)
- Carloman (741–747), chết 754 hay 755
- Drogo (747–751), con của Carloman
- Landric, dưới trướng Clotaire II
- Gundoland (613 hoặc từ 616–639)
- Aega (639–641), cũng ở Burgundy
- Erchinoald (641–658)
- Ebroin (658–673)
- Wulfoald (673–675), đồng nhiệm ở Austrasia (662–680)
- Leudesius (675)
- Ebroin (675–680), tái nhiệm
- Waratton (năm 680 hay khoảng 681–682)
- Gistemar (682), chết năm 683 năm 684
- Waratton (682–684 hay năm 686), tái nhiệm
- Berthar (686–688 hay năm 689), con rể của Pepin Giữa, bị giết năm 688 cũng có thể là năm 689
- Pepin Giữa (688–695)
- Grimoald II (695–714), con của Pippin xứ Herstal
- Theudoald (714–715), cũng ở Austrasia. Con hoang của Grimoald II.
- Ragenfrid (715–718), bị Charles Martel loại trừ và chết năm 731
- Charles Martel (718–741)
- Pepin Lùn (741 hoặc 742–751), lên ngôi vua năm 751 (chết 768)
- Warnachar I (596–599)
- Berthoald (603–604)
- Protadius (604–606)
- Claudius
- Rado (613–617)
- Warnachar II (617–626), cũng ở Austrasia
- Godinus (626–627)
- Brodulf (627–628)
- Aega (639–641), cũng ở Neustria
- Flaochad (642)
- Radobertus (642–662)
- Và các vị khác...